# Český Jiřetín
Český Jiřetín település Csehországban, a Mosti járásban. Český Jiřetín Rechenberg-Bienenmühle, Neuhausen/Erzgeb., Klíny, Osek, Meziboří és Lom településekkel határos. Lakosainak száma 103 fő (2024. január 1.).

## Népesség
A település lakosságának változását az alábbi diagram mutatja:
| Lakosok száma | 1313 | 1290 | 1171 | 164  | 67   | 71   | 80   | 92   | 98   | 103  |
|               | 1869 | 1900 | 1921 | 1961 | 1980 | 2011 | 2016 | 2019 | 2021 | 2024 |